# 交州总管府
交州總管府是中國唐朝初期設置管理交州的機構，於武德七年（624年）改制為交州都督府。

## 沿革
大唐高祖武德四年（621年），唐将李靖率兵攻下江陵，消灭萧铣割据势力，被萧铣控制的前隋朝交趾太守邱和归依大唐，九真太守黎玉曾引兵抗拒唐朝，为唐军所败，日南太守李皎（《资治通鉴》称李晙）亦于622年归依唐朝。唐朝接手起对交州地区的管理。
大唐高祖武德五年（622年）唐朝设立交州总管府，任命邱和为大总管，并封邱和为谭国公，管理交、峰、爱、仙、鸢、宋、慈、险、道、龙十州。
大唐高祖武德六年（623年），澄州、慈州、道州、宋州前面都加个“南”字，称为南澄州、南慈州、南道州、南宋州。
大唐高祖武德七年（624年），又置设玉州，隶交州总管府,同年，交州总管府改制为交州都督府。